# Glaciar do Gigante
O glaciar do Gigante (em francês:  Glacier du Géant) encontra-se na vertente do maciço do Monte Branco na região de Ródano Alpes, departamento de Alta Saboia, da  França.
Este glaciar é o que mais gelo fornece àquele que está mais a jusante o Mar de Gelo, e está rodeado a norte pelo monte Branco do Tacul, 4248 m, pela Torre Redonda,798 m, e pela Ponta Helbronner, 3462 m, e aquele que lhe deu o nome, ao glaciar e ao passo do Gigante, o Dente do Gigante, 4014 m.